# Kiss Ádám (humorista)
Kiss Ádám (Miskolc, 1985. február 7. –) magyar humorista, a Dumaszínház tagja, a Showder Klub egyik állandó fellépője.

## Életpályája
Pedagógusszülők gyermeke, édesapja, Kiss Attila a szerencsi gimnázium igazgatóhelyettese volt. Gyermekkorában Németországban élt, ott is járt iskolába, ennek köszönhetően anyanyelvi szinten beszél németül. A szerencsi Bocskai Gimnáziumban tett sikeres érettségi vizsgát. Ugyanebben az évben hunyt el édesapja, majd édesanyjával és nővérével Pomázra költöztek. A Budapesti Gazdasági Főiskola külkereskedelmi karán nemzetközi kommunikáció szakon végzett. 2005-ben került a Godotban indult Dumaszínházhoz, miközben gyakornokként dolgozott a Fábry Sándor vezette Esti Showderben. A gyakornoki állásról szóló hirdetést a HVG-ban látta meg. 2006-ban a Magyar Rádió 5. Humorfesztiválján elnyerte a Magyar Rádió díját. Másnap az Esti Showder forgatásán Aranyosi Péter szólt Fábry Sándornak, hogy az előző napi nyertes ott van a felvételen a gyakornokok között. A HVG-nek adott interjújában Kiss Ádám úgy emlékezett erre, hogy Fábry odahívta a színpadra, hogy improvizáljon, majd 10 perc múlva visszament a színpadra és megegyeztek abban, hogy bemelegítő ember lesz.
A Dumaszínház kezdetekor a Fábry Sándor műsorát gyártó produkciós cég, a Primetime tulajdonosa, Kovács Kristóf felvetette az RTL Klubnál egy kifejezetten stand upra épülő esti show-műsor ötletét. A csatorna vezetését meggyőzendő, az Esti Showderben kaptak műsoridőt olyan fiatalok, mint Bödőcs Tibor, Kőhalmi Zoltán és Kiss Ádám. Ez a blokk már a Showder Klub nevet viselte, és később ezen a néven indult el a műsor is, mivel a fiatalok országos sikert arattak. Kiss Ádám ekkor mutatkozott be a tévében olyan történetekkel, amelyek máig jellemzőek rá: közlekedési élmények, találkozás közlekedési rendőrökkel, könnyűzene, nyaralás, trágárkodás. Az Esti Showderben elmondott történetei közül országos ismertségű lett az első autójáról, a Jézusnak hívott Yugo Skala-ról szóló és a budapesti Rolling Stones-koncertet elmesélő.
A Showder Klub országos siker lett, az első néhány évben jól tartotta magát a nézettségi versenyben. Miként a Dumaszínház többi humoristája, Ádám is országos népszerűségnek örvendhetett, ezzel pedig a Dumaszínház egyik legtöbb fellépést kapó humoristája lett. A Magyarországon szintén ekkoriban népszerűvé váló Facebookon az elsők között indított közszereplői oldalt, ami jó ötletnek bizonyult: napjainkban is az egyik legnagyobb rajongói bázissal rendelkezik a magyar közszereplők Facebook-oldalai közül.
2013-ban elindította YouTube-csatornáján az On Air Day Tour c. sorozatát. A 12 részes sorozatban Benk Dénessel és Zsók Leventével mutatja be erdélyi turnéjának állomásait, a táj szépségeit és az ott élőket. A roadreality műfajú sorozat összesen több mint 2 millió megtekintést ért el az amerikai videomegosztó oldalon. A sorozatot később a Comedy Central kábelcsatorna is a műsorára tűzte.
2014-ben az On Air Day Tour sikere után elkészítette a Juróp Tour c. sorozatot, melyben Janklovics Péterrel és Felméri Péterrel utazik el turnéra, a Nyugat-Európában élő magyarokhoz. A sorozatban Svájc, Hollandia, Nagy-Britannia és Németország városaiban készített jelenetek szerepelnek. A sorozat főcímdalát a WellHello, vagyis Fluor és Diaz írta.
Szintén 2014-ben forgatta Hadházi Lászlóval és Eszenyi Enikővel, Paczolay Béla rendezésében a Dumapárbaj c. filmet. A 2015 januárjában bemutatott filmet az IMDb-n két csillaggal értékelték, de az Index, a Filmtekercs.hu és az Origo is negatívan kritizálta. A film ennek ellenére még a nézettebb magyar mozifilmek közé tartozott 2015-ben.
2015-ben országos turnéra indult, Kiss Ádám a Nagyvilágban címmel. A 80 perc alatt a Föld körül alcímű fellépéssorozattal az egész országot bejárta, óriási érdeklődés mellett: a sorozat több állomásán, így például Szegeden és Miskolcon is újabb előadásokat kellett tartani, és azok is telt házzal mentek. A szombathelyi fellépésről felvétel készült, de arra vonatkozó információ egyelőre nincs, hogy ez az anyag hol és milyen formában jelenik meg. 2022-ben ő vezette az Észbontók jubileumi 10. évadját.

## Családja
Nős, 2016. június 24-én született meg kislánya, Olívia. Kisfia, Leon 2020 augusztusában.

## Könyvei
- Szütyiő (Ulpius-ház, 2010, ISBN 9789632543826)
- Kiss Kiss Benk Benk (Ulpius-ház, 2012, ISBN 9789632547091, Benk Dénessel közösen)

## Filmjei
- Dumatúra (rövidfilm, 2012)
- On Air Day Tour (2013)
- Juróp Tour (2014)
- Dumapárbaj (vígjáték, 2015)

## Külső hivatkozások
- Hivatalos weboldala